# Miehen työ
Miehen työ é um filme de drama finlandês de 2007 dirigido e escrito por Aleksi Salmenperä. Foi selecionado como representante da Finlândia à edição do Oscar 2008, organizada pela Academia de Artes e Ciências Cinematográficas.

## Elenco
- Tommi Korpela - Juha
- Maria Heiskanen - Katja
- Jani Volanen - Olli
- Stan Saanila - Jamppa
- Konsta Pylkkönen - Akseli